# Acacia capensis
Acacia capensis é uma espécie de leguminosa do gênero Acacia, pertencente à família Fabaceae.